# Municipio de Cottonwood (Dakota del Norte)
El municipio de Cottonwood (en inglés: Cottonwood Township) es un municipio ubicado en el condado de Mountrail en el estado estadounidense de Dakota del Norte. En el año 2010 tenía una población de 32 habitantes y una densidad poblacional de 0,34 personas por km².

## Geografía
El municipio de Cottonwood se encuentra ubicado en las coordenadas 48°25′40″N 102°31′38″O / 48.42778, -102.52722. Según la Oficina del Censo de los Estados Unidos, el municipio tiene una superficie total de 93.21 km², de la cual 87,2 km² corresponden a tierra firme y (6.44 %) 6 km² es agua.

## Demografía
Según el censo de 2010, había 32 personas residiendo en el municipio de Cottonwood. La densidad de población era de 0,34 hab./km². De los 32 habitantes, el municipio de Cottonwood estaba compuesto por el 96,88 % blancos, el 3,13 % eran amerindios. Del total de la población el 0 % eran hispanos o latinos de cualquier raza.